# 哈斯–利林塔爾府
哈斯–利林塔爾府（英語：Haas-Lilienthal House）是一座位於美國加利福尼亞州舊金山富蘭克林街2007號的歷史建築，位於太平洋高地附近。它於1886年為 威廉·哈斯與他的家人而建造，在1906年的舊金山大地震和隨後的火災中倖存下來。
目前，哈斯–利林塔爾府是舊金山的指定地標，並被列入美國國家史蹟名錄。它是舊金山唯一一座保存完好的維多利亞時代住宅，目前作為博物館定期開放，陳列著古式家具和手工藝品。截至2016年，每年博物館共接待超過6,500名遊客。

## 歷史

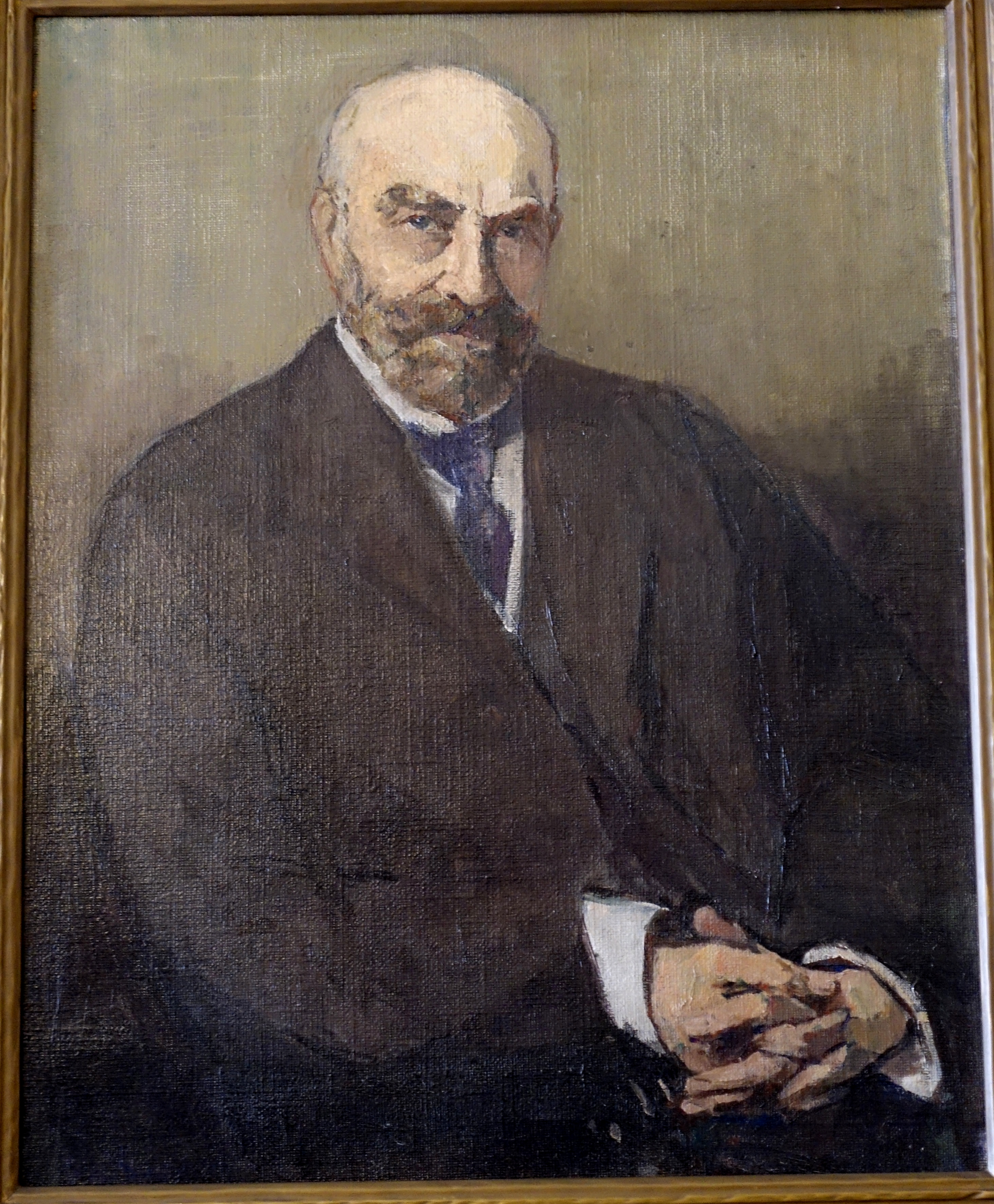
威廉·哈斯

哈斯–利林塔爾府原是為出生於巴伐利亞雷肯多夫的猶太商人威廉·哈斯（1849-1916，亞伯拉罕·哈斯的兄弟）、他的妻子伯莎·哈斯以及他們的孩子弗洛琳、查爾斯威廉姆斯和愛麗絲建造的宅第。威廉在1868年10月來到舊金山，並在當地迅速成為一名成功的商人。1880年，他與伯莎·格林鮑姆 (Bertha Greenebaum，1861–1927 年) 結婚，後者的父親赫爾曼是加利福尼亞一家商業公司的老闆，這對夫婦很快便融入了當地富裕的巴伐利亞猶太社區，並先後居住於許多不同的住所，最後，他們為了自己和孩子們建造了一座豪宅。並在1886年委託巴伐利亞建築師彼得·R·施密特(Peter R. Schmidt)和承包商McCann & Biddell建造建築。
1906年，哈斯–利林塔爾府在地震中倖存下來，其建築只受到了輕微的損壞。然而，房屋周圍則受到地震後毀滅性火災的威脅，哈斯一家曾在他們家的屋頂上目睹了火災，但很快就被市政府強制撤離。該家人和大多數其他舊金山居民一樣曾前往最近的公園拉斐特公園避難。地震發生三天後，範內斯大街的大火終於被撲滅，哈斯–利林塔爾府在此次災難未受影響。
1928年，哈斯家族開始對於建築進行擴建，以家裡的新成員提供所需的空間。1972年，愛麗絲當在這座房子裡居住近80年後去世時。她的孩子們將這座豪宅捐贈給了非營利組織「舊金山建築遺產基金會」（現為舊金山遺產基金會）。
隨後在1973年7月2日，將哈斯–利林塔爾府列入美國國家史蹟名錄，並於1975年1月4日被指定為舊金山地標。  2012 年，它被國家歷史保護基金會指定為國家歷史計劃的一部分接受保護。

### 哈斯-李林塔爾故居博物館
1972年，哈斯–利林塔爾府向公眾開放參觀。並作為博物館定期開放，目前建築物內部配有原始家具和手工藝品。志願講解員則會帶領遊客參觀從地下室舞廳開始的房子。一樓和二樓仍保存原來的主臥室、次臥室、托兒所和一間浴室等設施。第三層則包含寬敞的紅木鑲板遊戲室、健身房、儲藏室和供廚師和女傭使用的僕人宿舍，現在用作遺產辦公室，也是房屋經理的住所。

## 建築設計
哈斯–利林塔爾府是按照維多利亞時代的安妮女王-東湖風格建造的。由紅木建造，該建築遵循當地流行的排屋計劃，旨在最大限度地利用深而窄的山坡地段的空間。

## 圖片

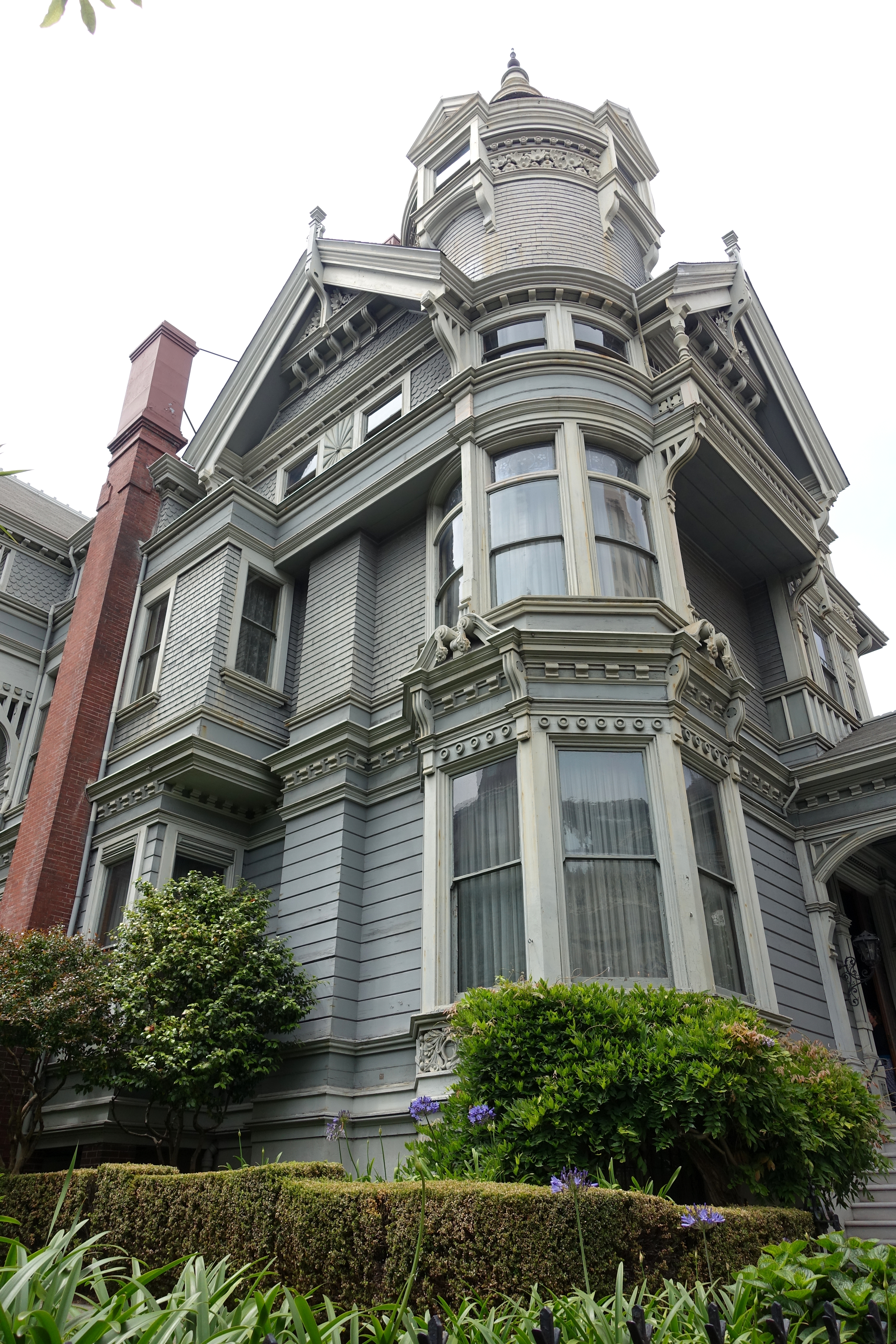
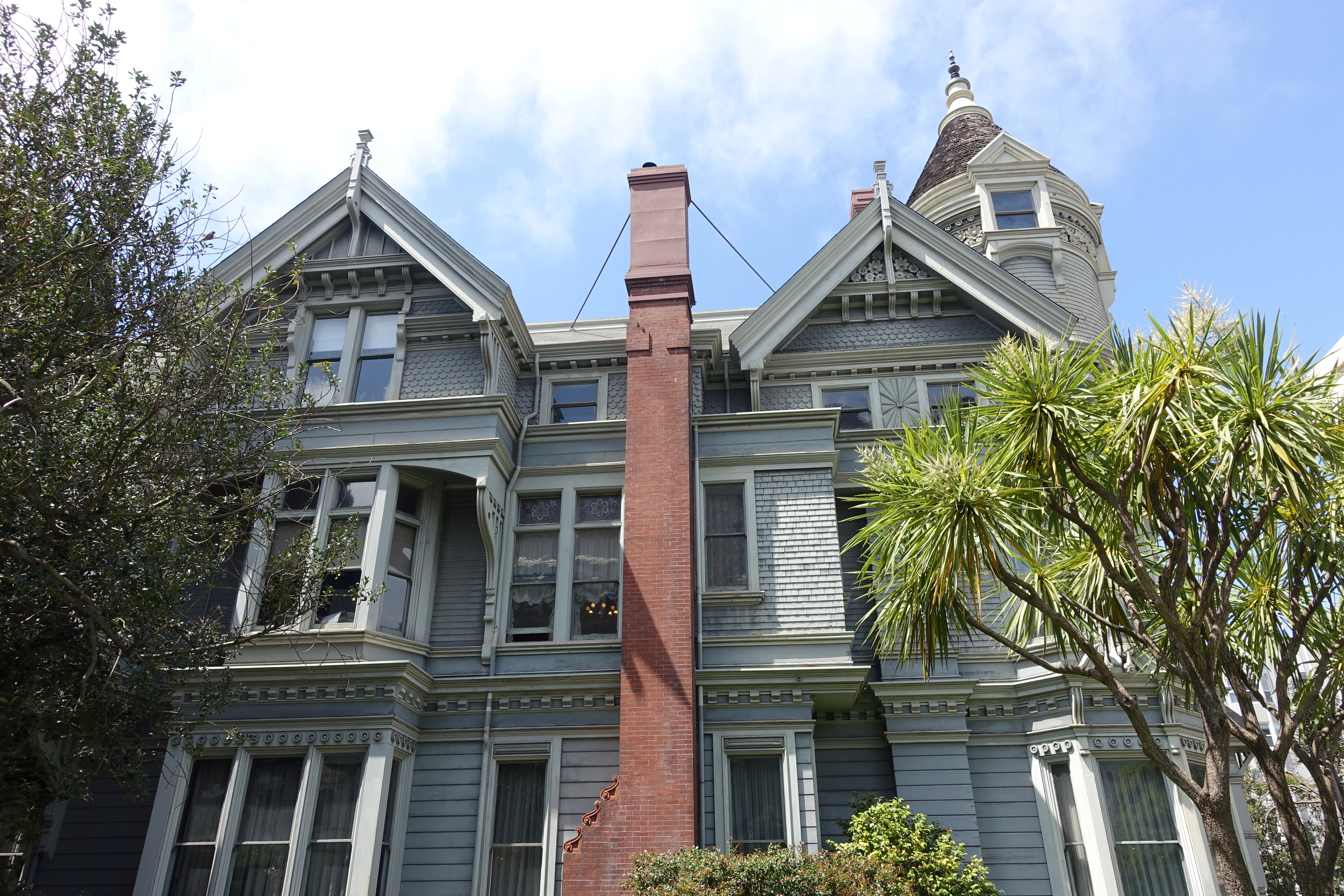
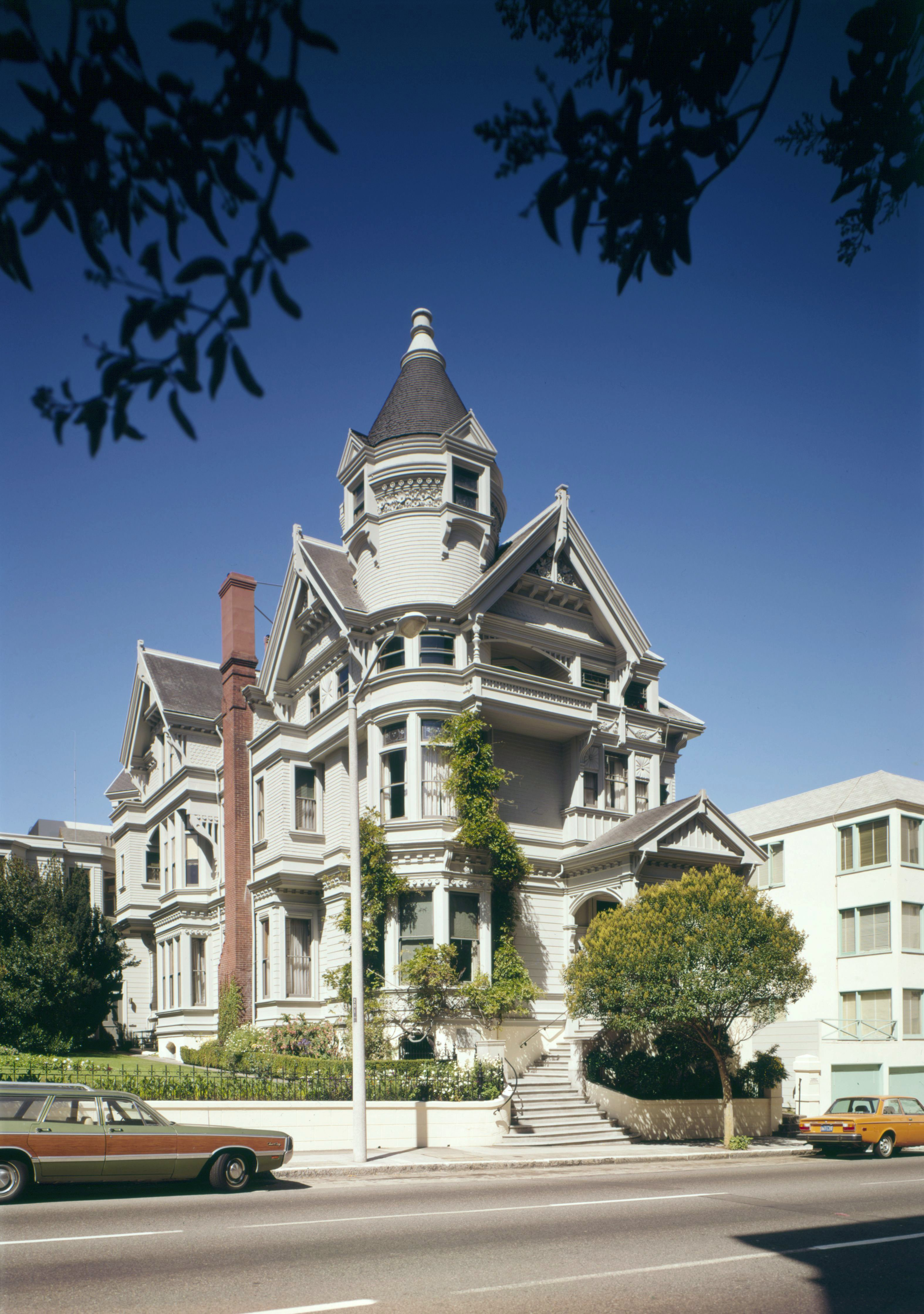
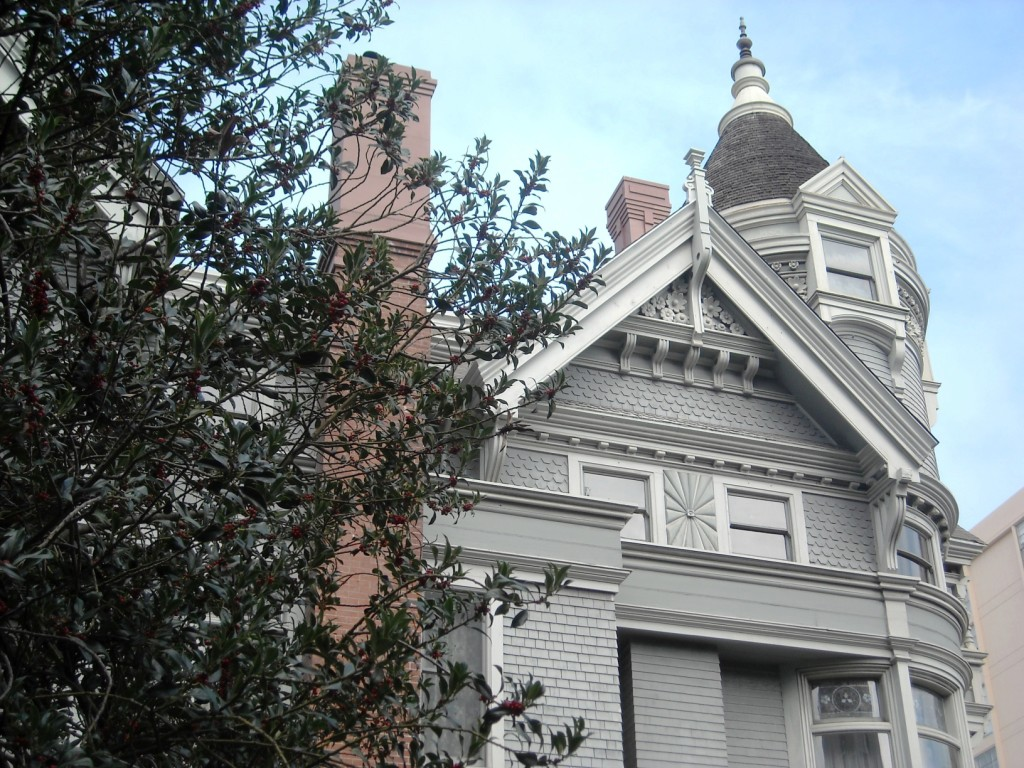
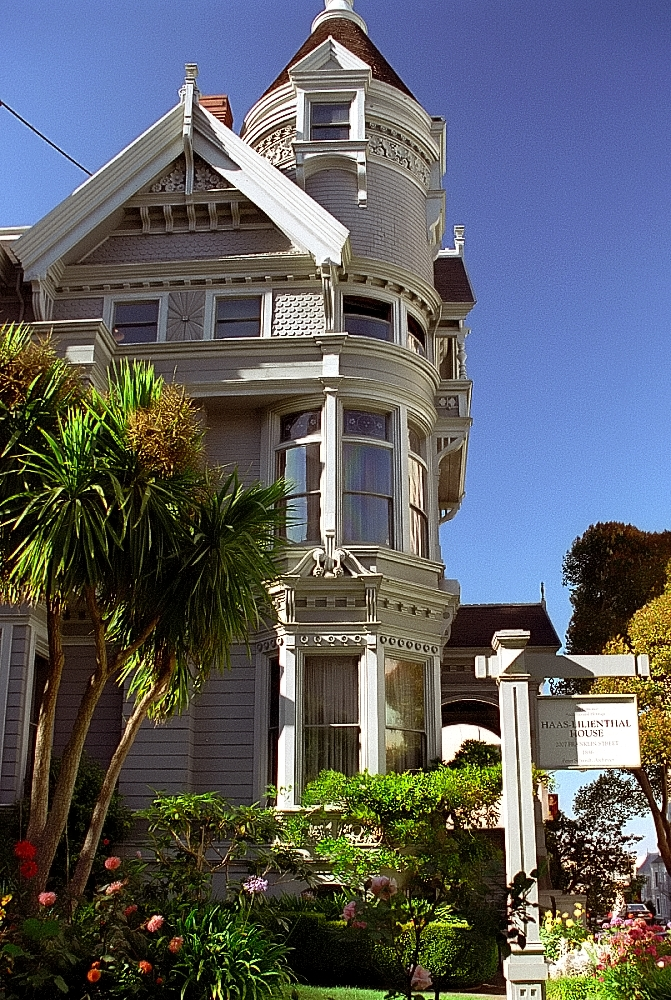

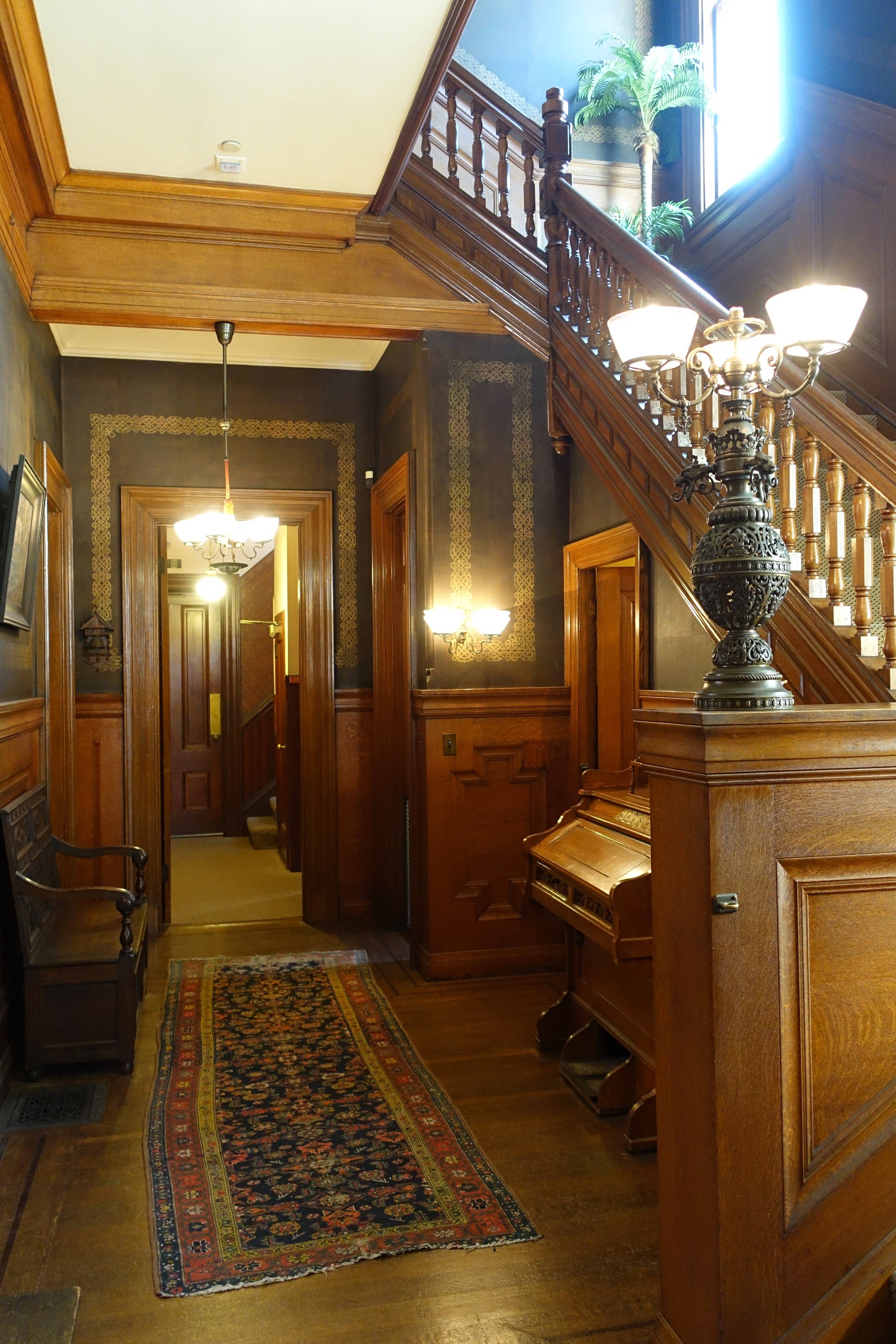
一樓走廊
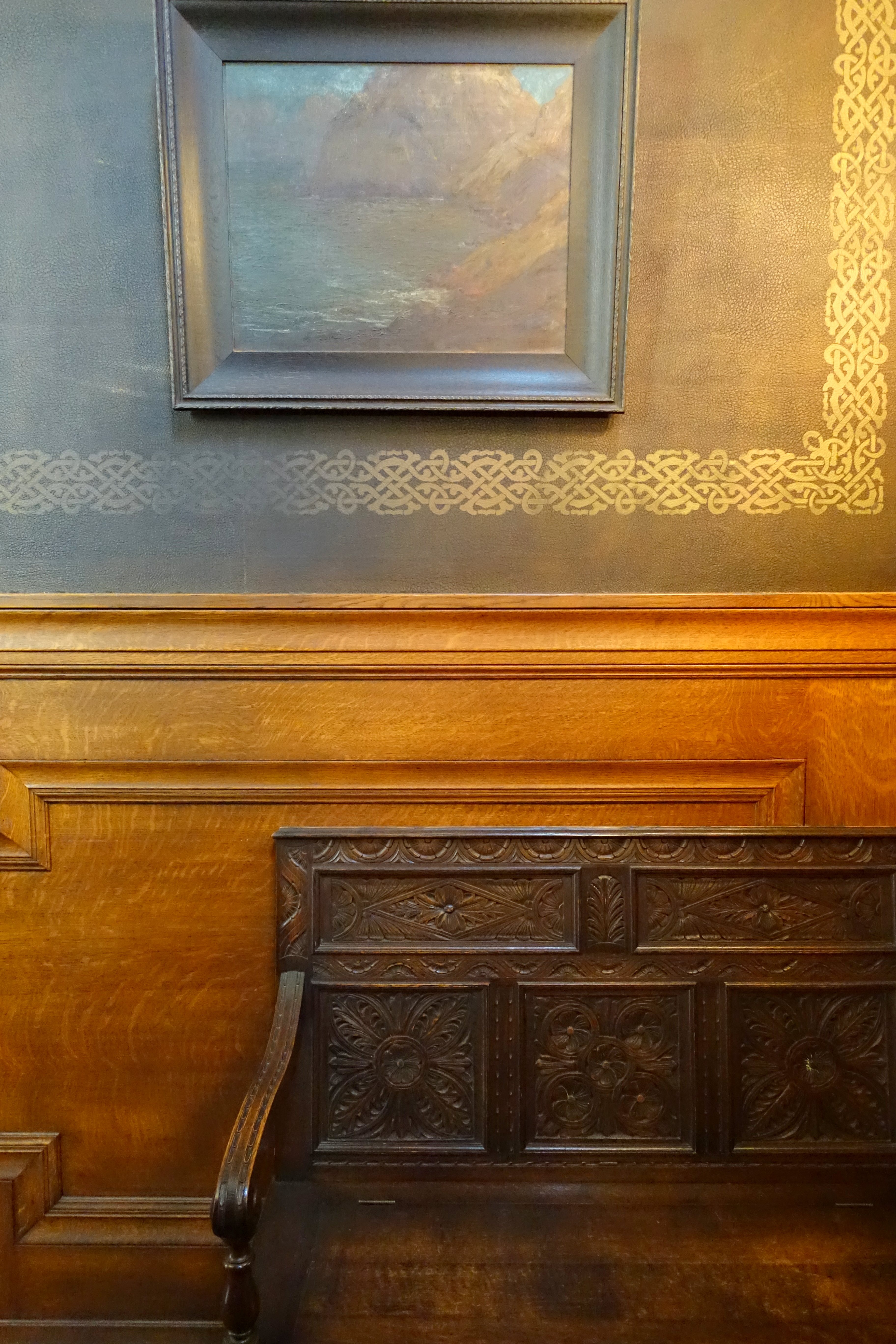
一樓大廳
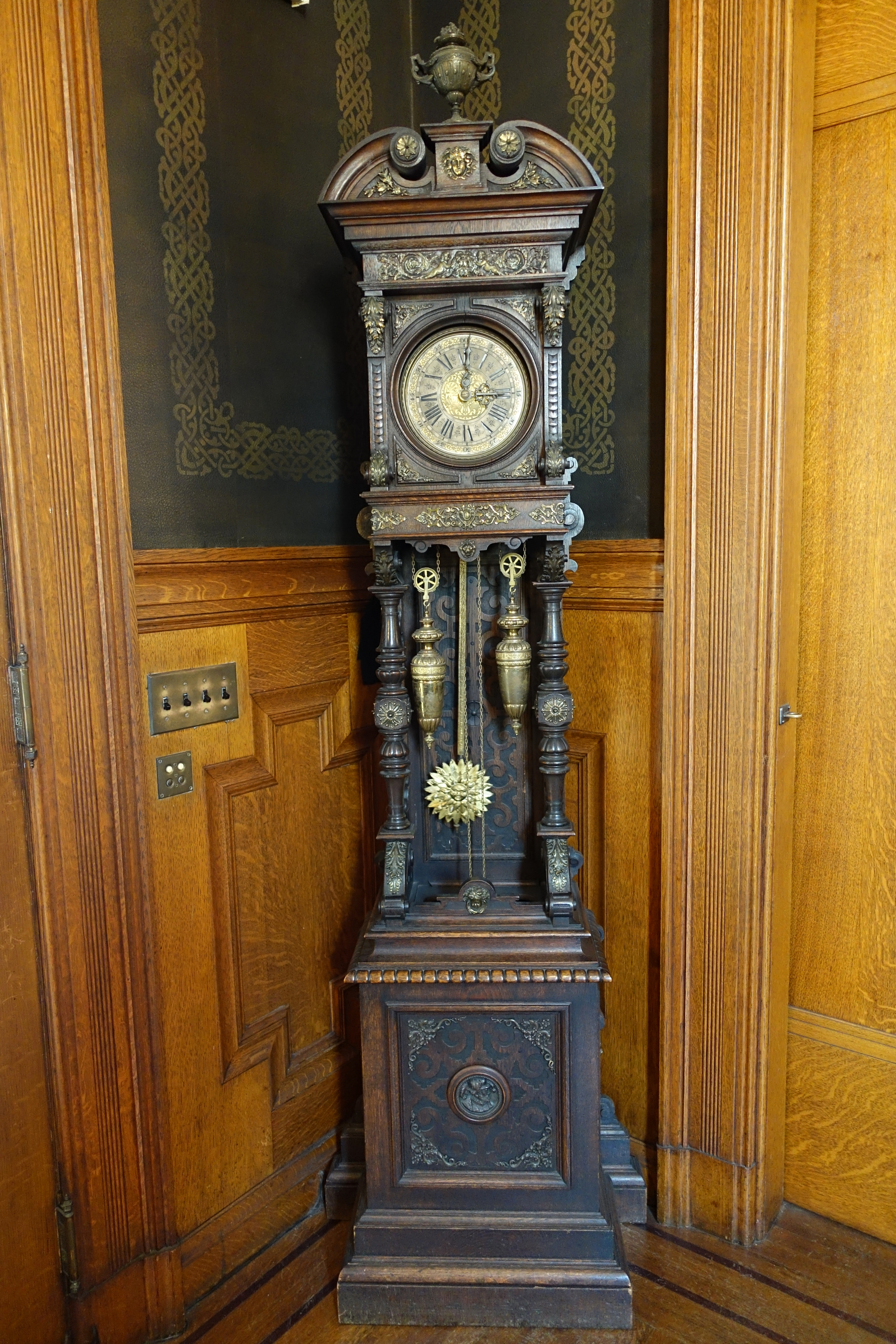
走廊的時鐘
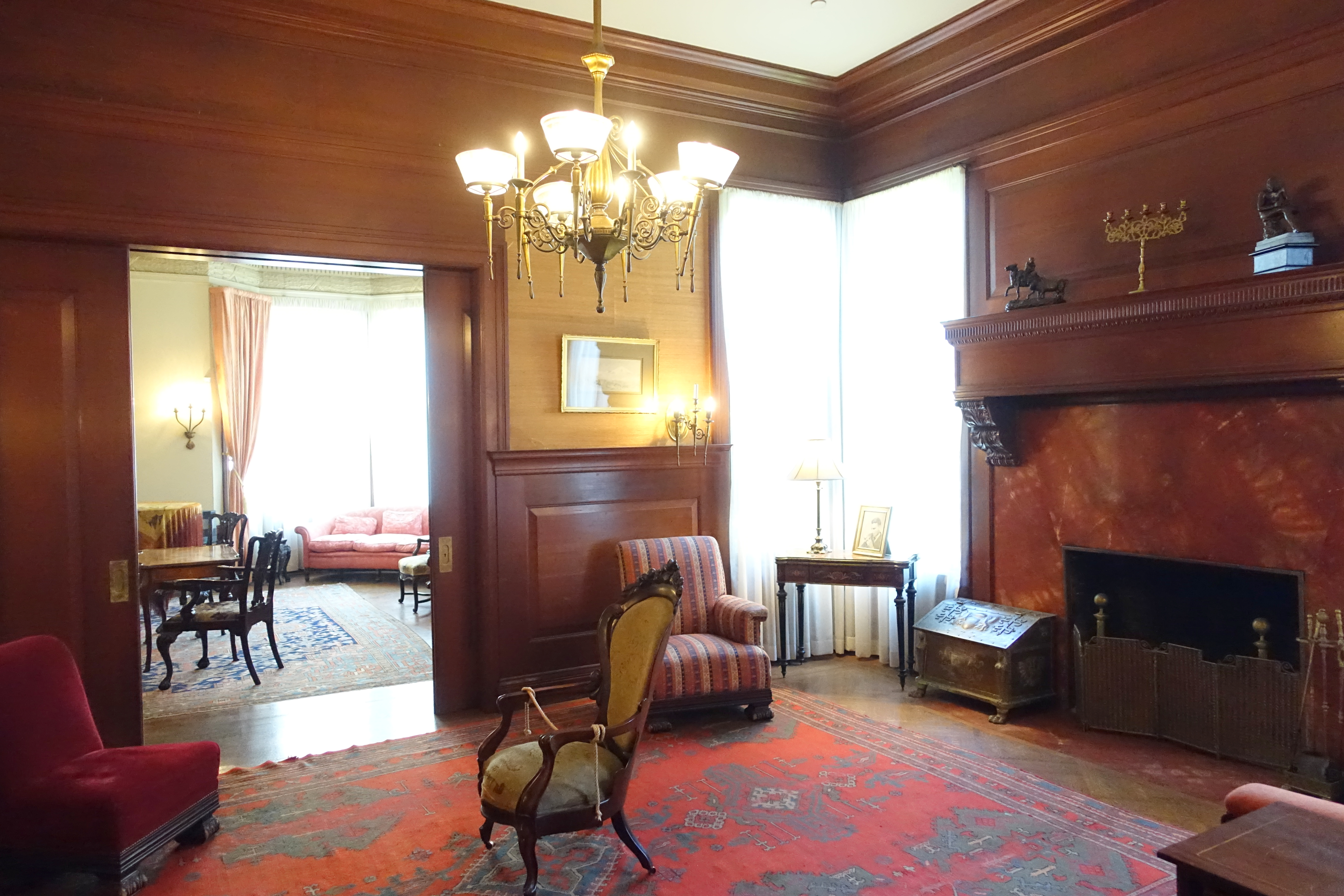
二樓客廳
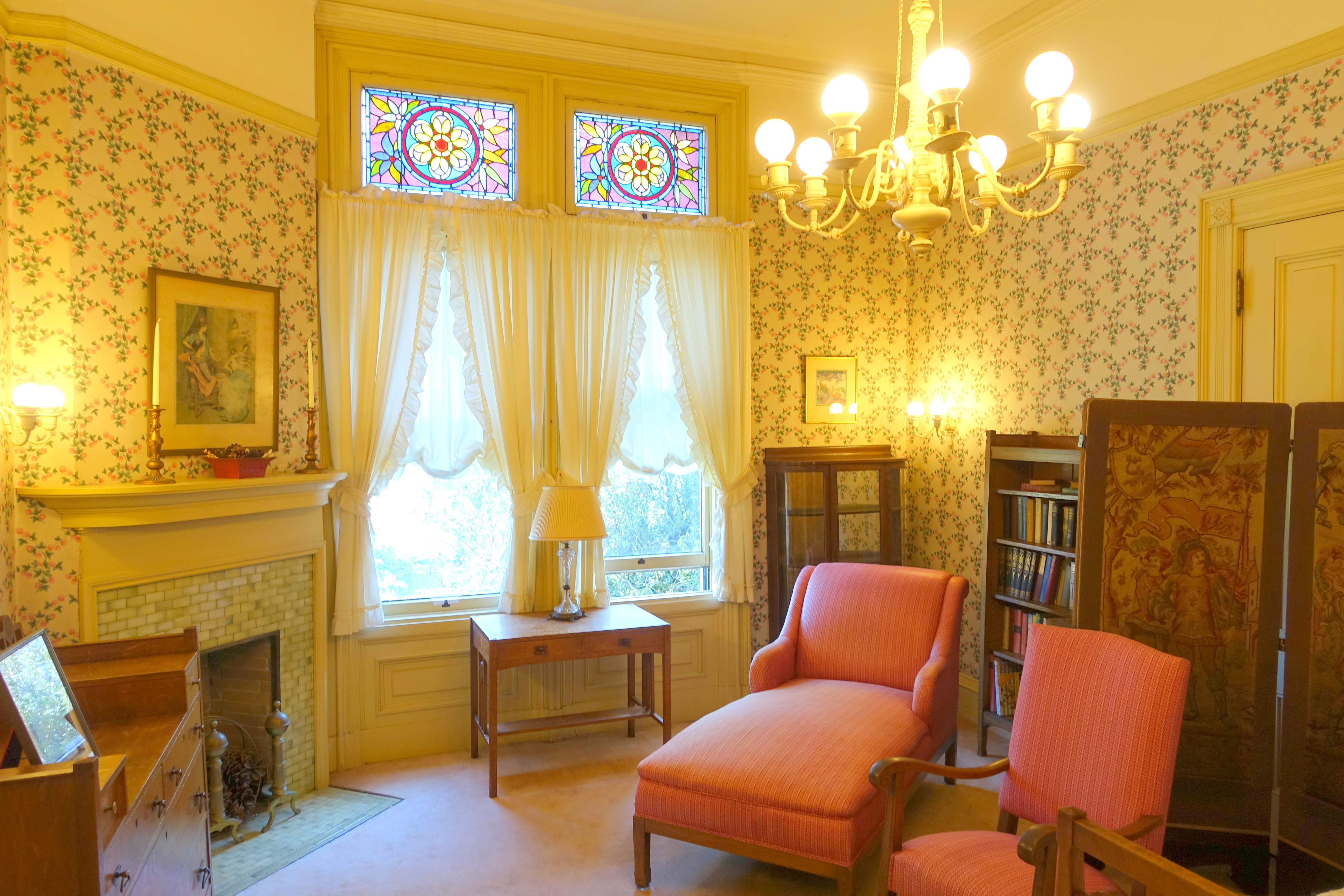
後臥室
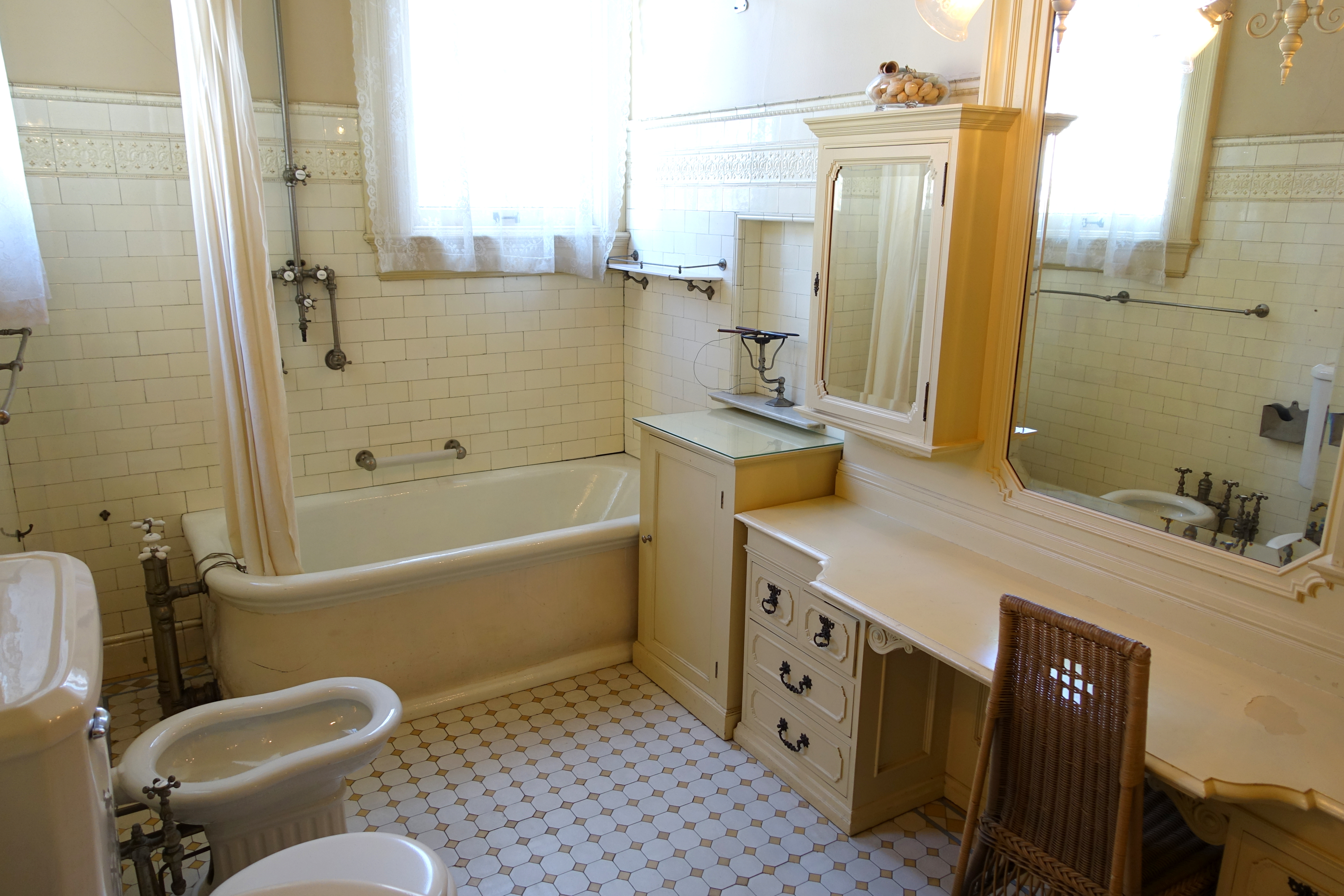
浴室
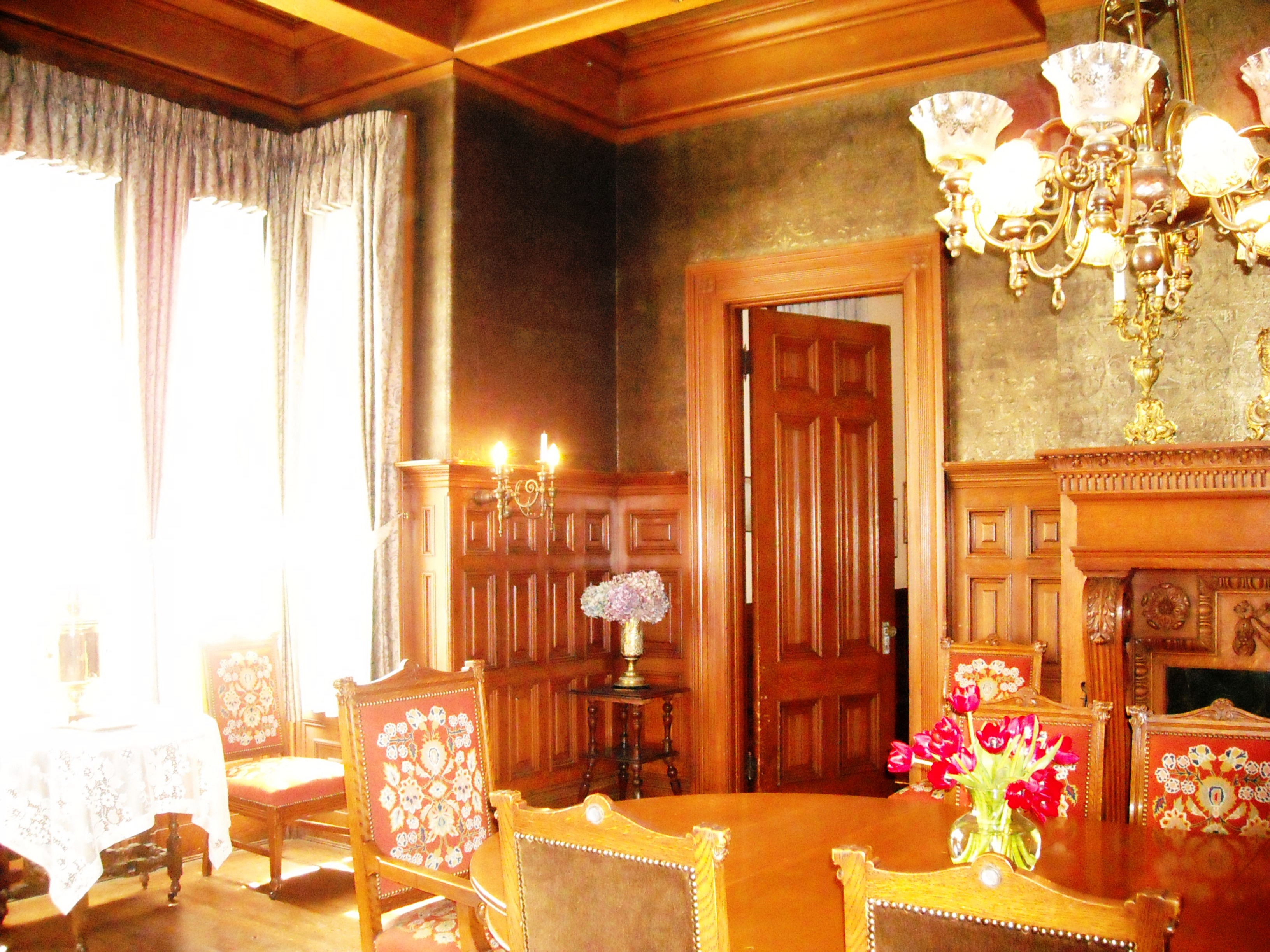
飯廳
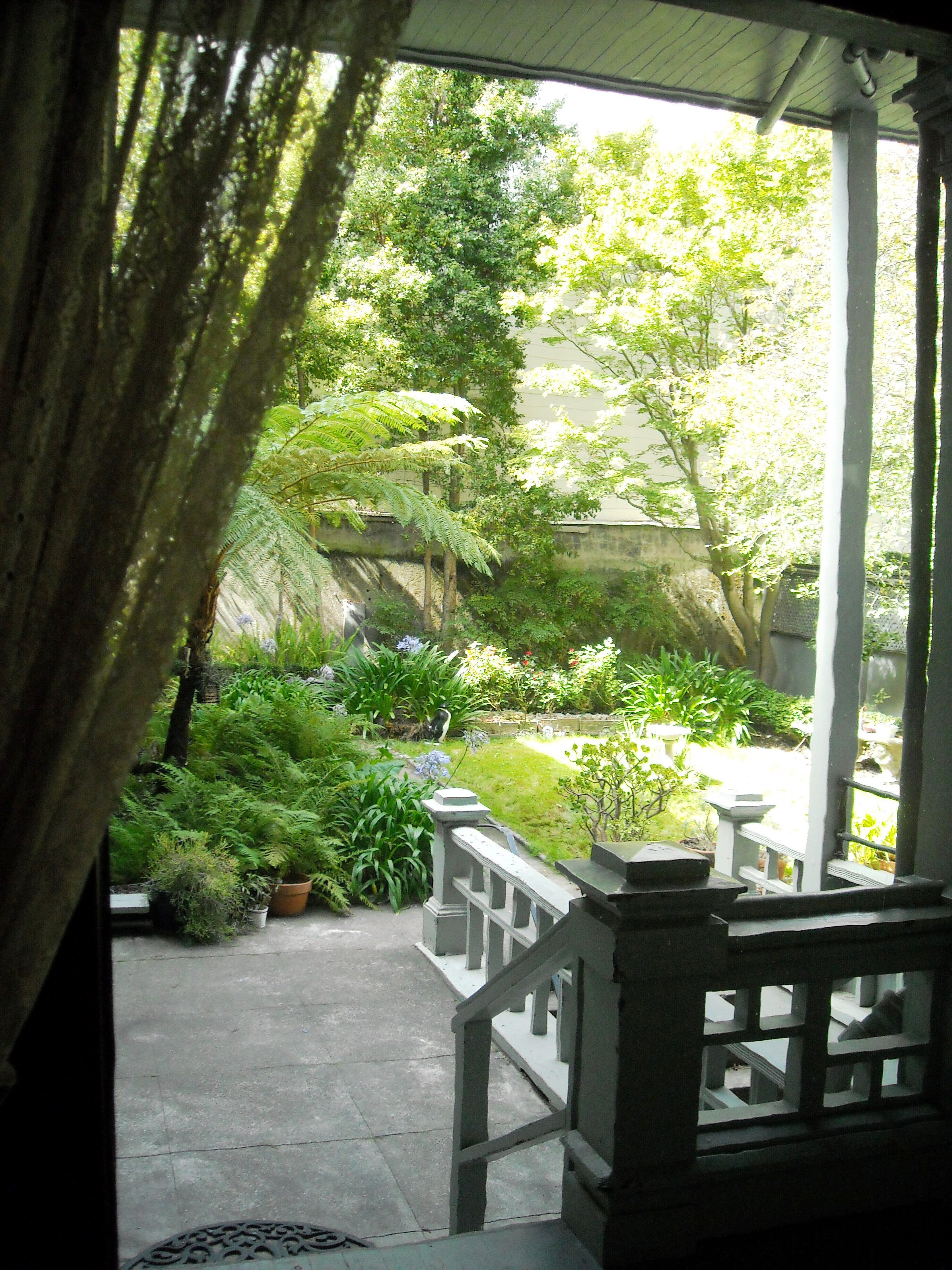
花園
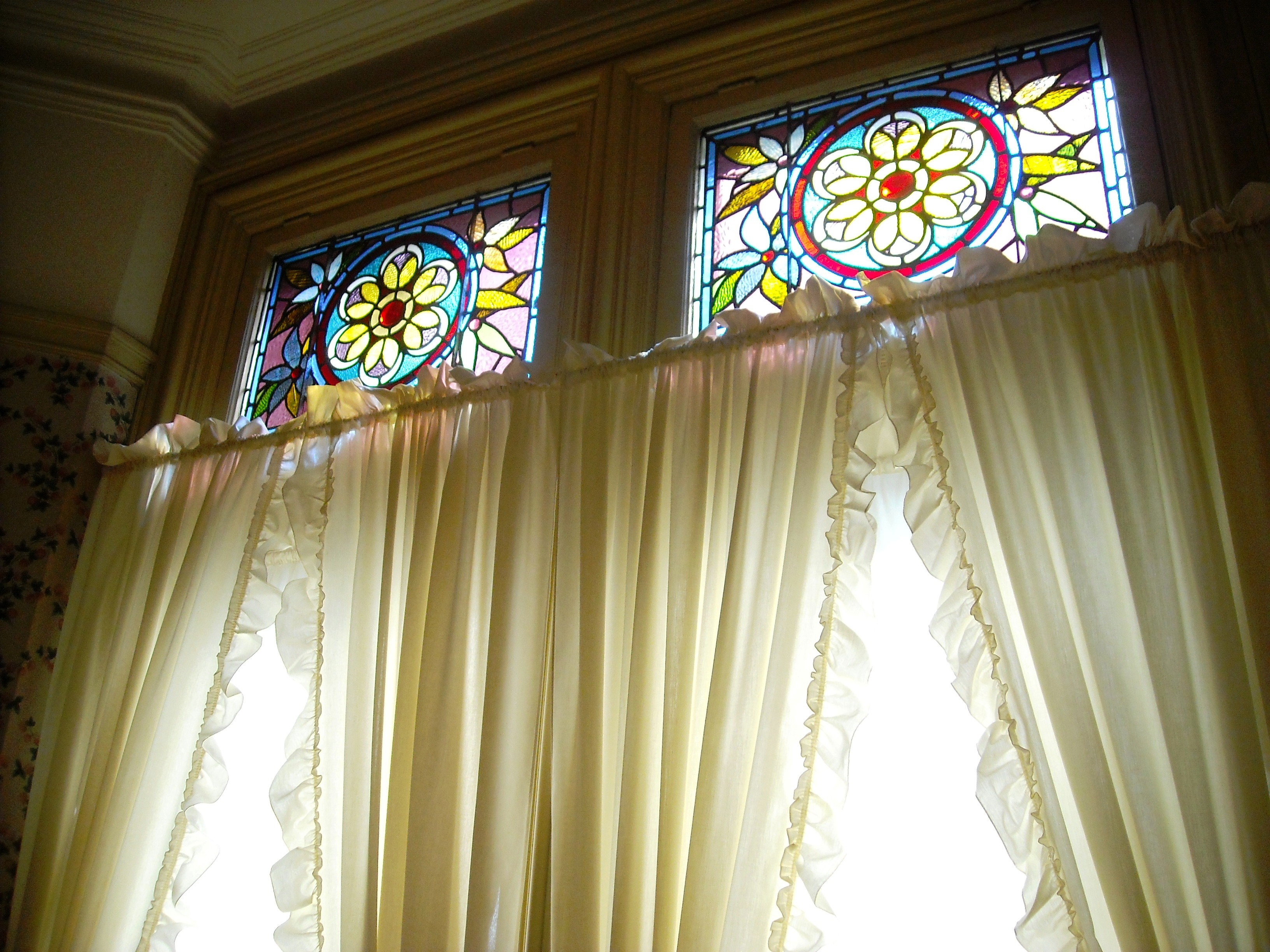
窗戶上的花窗玻璃

## 外部連結
- 官方網站 （页面存档备份，存于）

Template:舊金山景點